# Т2х2

## ТАТЫРЖА АНТОН ВАДИМОВИЧ (Т2Х2)
Популярный twich стример.
Родился в 1996 году в городе Петрозаводск.

#### СЕМЬЯ
По словам самого Антона,своего отца он не видел в лицо."только по фото"

1. ↑  Twitch. Twitch. Дата обращения: 15 августа 2025.